# غوصاو
غوصاو (بالألمانية: Gossau) هي إحدى بلديات مقاطعة هينفيل في كانتون زيورخ بسويسرا. تبلغ مساحتها 18.28 كيلومتر مربع، ويقدر عدد سكانها بـ 9968 نسمة (حسب تعداد ديسمبر 2017).